# Wu Man
Dans ce nom chinois, le nom de famille, Wu, précède le nom personnel.
Pour les articles homonymes, voir Wu.
Wu Man (吴蛮; pinyin: Wú Mán) née en 1963 à Hangzhou, dans la province de Zhejiang, est une musicienne chinoise, joueuse de pipa.
Wu Man est née en 1963, peu avant la Révolution culturelle. Durant cette période, son père, artiste, est exilé à la campagne. Enfant, elle commence l'apprentissage du liu qin, une forme plus petite du pipa, puis à l'âge de treize ans du pipa lui-même. Elle entre au Conservatoire de Pékin en 1977. Son maître y est Lin Shicheng (林石城, 1922–2006), spécialiste de l'un des principaux styles de jeu, le style de Pudong.  Elle s'exile en 1990 aux États-Unis après les massacres de la place Tiananmen. Avec d'autres expatriés, elle joue dans les hôpitaux, les bibliothèques et les églises, jusqu'à ce que David Harrington du Kronos Quartet la sollicite, après l'avoir vue jouer dans une vidéo. Elle a collaboré ensuite aussi avec le musicien et compositeur Terry Riley, le groupe roumain Taraf de Haïdouks, le chanteur azerbaïdjanais Alim Qasimov ou encore Henry Threadgill.
Virtuose du pipa et du ruan[réf. nécessaire] et compositrice, elle est la première personne à obtenir une maîtrise en pipa du Conservatoire central de musique de Pékin où elle a étudié avec son maître Lin Shicheng et Kuang Yuzhong, Chen Zemin et Liu Dehai.
Après avoir vécu durant douze ans à Boston, elle déménage à San Diego, en Californie avec son mari et son fils.
En plus d'interpréter des pièces traditionnelles et classiques du répertoire chinois, Wu Man compose et interprète des pièces contemporaines. Elle innove et élargit le champ du pipa en le modifiant pour pouvoir utiliser un archet ou en le transformant en pipa électrique. Dans ses compositions, elle incorpore des instruments non conventionnels tels que l'ocarina, le didgeridoo, le bâton de pluie et même des jouets pour enfant ainsi qu'un boyau d'arrosage. Avec un pipa électrique, certaines de ses pièces se rapprochent du répertoire rock.
Terry Riley, Philip Glass, Lou Harrison ont composé pour elle, ainsi que Tan Dun, Bright Sheng, Chen Yi, Zhou Long, Gabriela Lena Frank, Bun-Ching Lam, Evan Ziporyn. Elle participe au Silk Road project de Yo-Yo Ma. En 1999, elle est la première musicienne chinoise à venir jouer à la Maison-Blanche, avec Yo-Yo Ma, en l'honneur du premier ministre chinois Zhu Rongji.
En 2013 elle a reçu le prix Musical America (en)’s Instrumentalist of the Year, un prix habituellement dévolu à des instrumentistes classiques de tradition occidentale.

## Prix et récompenses
- Premier prix au concours "National Music Performance Competition", 1989
- The City of Toronto Glenn Gould Protégé Prize, 1999 (sélectionnée par Yo-Yo Ma, prix Glenn Gould 1999)[5]
- Musical America’s Instrumentalist of the Year, 2013

## Discographie
Solo ou leader
- Pipa : From a Distance, Naxos World Music, 2002
- Wu Man and Friends, 2005, Traditional Crossroads (avec Lee Knight, Julian Kytasty (en), James Makubuya (en))
- Immeasurable Light, Traditional Crossroads
- Wu Man and Master Musicians from the Silk Route, Music of Central Asia Vol.10: Borderlands, Smithsonian Folkways, 2012

Avec Philip Glass
- The Sound of a Voice, opéra de chambre de Philip Glass (2003), Orange Mountain Music
- Orion, de Philip Glass (2004), intervient en soliste invitée, Orange Mountain Music